# Розсміши коміка (Росія)
«Розсміши коміка (Росія)» (рос. «Рассмеши комика (Россия)») — російська версія українського гумористичного телешоу «Розсміши коміка», прем'єра якої вперше відбулася 6 травня 2012 року, в 19:20 на телеканалі «Росія 1», остання трансляція шоу відбулася в березні 2013 року на каналі «1+1». Ведучий шоу — Роман Ємельянов і члени журі — Володимир Зеленський і Максим Галкін.
В лютому 2012 року канал «Росія 1» придбав у студії «Квартал 95» права на запуск власної версії шоу, адаптацією шоу займалася команда каналу за консультативні підтримки акторів студії «Квартал 95». Пізніше з 27 лютого по 1 березня цього ж року в Москві пройшли кастинги шоу, його час — з 10:00 до 22:00, було знято всього 24 випуски шоу.
В 2013 році шоу було закрито у зв'язку зі розірванням договору зі студією «Квартал 95».
У березні 2014 року в Воронежі, Казані, Краснодарі, Москві, Санкт-Петербурзі і Тулі мали пройти кастинги для третього сезону шоу на замовлення каналу «СТС», його час — з 11:00 до 17:00, його вести могли Віктор Васильєв, Володимир Зеленський і Євген Кошовий, але зйомки продовження шоу так і не були здійснені, мабуть через небажання Володимира Зеленського приїжджати в Росію після посилення антиросійських настроїв у зв'язку з політичною кризою в Україні 2013—2014 років.

## Про шоу
Гра проходить у п'ять етапів. Кожен етап триває лише одну хвилину. На кожному етапі учасник має можливість відмовитися від подальшої боротьби та забрати свій поточний виграш у 5 000, 25 000, 100 000 чи 250 000 рублів. П'ята вирішальна хвилина коштує мільйон рублів.

## Правила
У ведучого є спеціальний пристрій, на якому є дві кнопки: зелена (ведучий натискає на неї, коли один із членів журі сміється) та червона (ведучий натискає на неї, коли жоден з членів журі не засміявся протягом відведеного часу).

## Ведучі
| Ведучий         | Члени журі                          |
| --------------- | ----------------------------------- |
| Роман Ємельянов | Володимир Зеленський, Максим Галкін |

## Список випусків

### 1 сезон (2012)
| Номер | Дата ефіру | Канал     |
| ----- | ---------- | --------- |
| 1     | 06.05.2012 | «Росія 1» |
| 2     | 13.05.2012 | «Росія 1» |
| 3     | 20.05.2012 | «Росія 1» |
| 4     | 27.05.2012 | «Росія 1» |
| 5     | 03.06.2012 | «Росія 1» |
| 6     | 10.06.2012 | «Росія 1» |
| 7     | 17.06.2012 | «Росія 1» |
| 8     | 24.06.2012 | «Росія 1» |
| 9     | 01.07.2012 | «Росія 1» |
| 10    | 08.07.2012 | «Росія 1» |
| 11    | 15.07.2012 | «Росія 1» |
| 12    | 22.07.2012 | «Росія 1» |
| 13    | 29.07.2012 | «Росія 1» |

### 2 сезон (2013)
| Номер | Дата ефіру | Канал |
| ----- | ---------- | ----- |
| 1     | —          | «1+1» |
| 2     | —          | «1+1» |
| 3     | —          | «1+1» |
| 4     | —          | «1+1» |
| 5     | —          | «1+1» |
| 6     | —          | «1+1» |
| 7     | —          | «1+1» |
| 8     | —          | «1+1» |
| 9     | —          | «1+1» |
| 10    | —          | «1+1» |
| 11    | —          | «1+1» |

## Знімальна група
- Автори сценарію — Михайло Мартинюк, Олександр Іванов
- Режисер-постановник — Сергій Широков
- Оператор-постановник — Герман Раєвський
- Художник-постановник — Олександр Холоднов
- Композитор — Коля Серга (тема «Розсміши смішного!»)
- Режисер телевізійної версії — Сергій Матюк
- Виконавчі продюсери — Лев Кагно, Олександр Катанський
- Генеральний продюсер — Геннадій Гохштейн

## Факти
- В шоу Володимир Зеленський і Максим Галкін всім учасникам платили фальшиві гроші, які були дуже схожі на справжні, Максим Галкін поділився своїми враженнями:

|  | «Ого, сколько денег! Как хорошо сделаны! Я бы себе взял такие! Новенькие, хрустят!». |

- Другий сезон шоу, який транслювався на каналі «1+1», був повністю опублікований на сайті каналу «Росія 1» і інтернет-платформі «Смотрим!», яку створив канал «Росія 1».